# Orthodera burmeisteri
Orthodera burmeisteri är en bönsyrseart som beskrevs av Wood-mason 1889. Orthodera burmeisteri ingår i släktet Orthodera och familjen Mantidae. Inga underarter finns listade i Catalogue of Life.